# Microregione di Concórdia
Concórdia è una microregione dello Stato di Santa Catarina in Brasile.

## Comuni
Comprende 15 comuni:
- Alto Bela Vista
- Arabutã
- Arvoredo
- Concórdia
- Ipira
- Ipumirim
- Irani
- Itá (Brasile)
- Lindóia do Sul
- Paial
- Peritiba
- Piratuba
- Presidente Castelo Branco
- Seara
- Xavantina